# Synovate
Synovate var ett internationellt marknadsundersökningsföretag baserat i Singapore och som ägdes av Agis Group. Synovate lanserades 2003. Det bildades genom sammanslagning av ett antal mindre företag, hade sammanlagt cirka 6 000 medarbetare och ansågs vara det sjunde största företaget inom sin bransch. Synovate köptes upp av Ipsos hösten 2011. Sedan årsskiftet 2011/2012 ingår Synovates verksamhet i Ipsos.

## Synovate Sweden
Synovate Sweden bildades i slutet av 2005 genom förvärv av Univero och hade cirka 100 medarbetare.
Synovate mätte och publicerade regelbundet politiska opinionsundersökningar. Denna verksamhet bedrevs tidigare under namnet TEMO, Testhuset Marknad Opinion AB, vilket var ett företag bildat 1971.

## TEMO Skolan
Temo, Testhuset Marknad Opinion AB, bildade skola för många marknads- media- och opinionsanalytiker under början och mitten av 1990-talet. Flera nu allmänt använda undersökningsmetoder och undersökningsmodeller nyskapades, utvecklades och vidareutvecklades under denna tid. Jan Nylund utvecklade modeller inom Conjoint analys. Håkan Söderqvist inom media/ medieanalys. George A. Berglund och Jan Dufva inom sambands/multipel linjär regressionsanalys; kundlojalitet.